# Walter Taibo
Walter Taibo (Montevideo, 7 marzo 1931 – 10 gennaio 2021) è stato un calciatore uruguaiano, di ruolo portiere.

## Carriera
Con la Nazionale uruguaiana prese parte ai Mondiali 1966.